# Sports Tracker
Sports Tracking (anteriormente Nokia Sports Tracker) era originalmente uma ferramenta de software para telefones Symbian S60 (especialmente telefones bluetooth com um recurso de GPS como Nokia N95 ou um receptor GPS compatível com bluetooth conectado).  
A Nokia anunciou que o Nokia Sports Tracker foi fechado em junho de 2010, mas a Sports Tracking Technologies Ltd. como Sports Tracker, fundada por três pessoas da equipe Nokia Team. mantido por. Agora está disponível para dispositivos iPhone, Android e Windows Phone, permitindo que os usuários monitorem seu desempenho, analisem e compartilhem dados e fotos de exercícios com amigos.
Em 4 de maio de 2015, a Amer Sports anunciou que havia comprado o Sports Tracker.